# Albino González González
Albino González González (San Miguel de Mones, Orense, 1915 - Castellón de la Plana, 1981) fue un militar y empresario español que combató en el bando republicano durante la guerra civil y estuvo internado en el campo de concentración de Mauthausen.

## Biografía
Tras producirse el golpe de Estado de julio de 1936, Albino se encontraba en San Sebastián, allí se alistó al ejército republicano, donde alcanzó los puestos de capitán, comandante, teniente coronel y más tarde, en el ejército popular ejerció de comisario político donde destacó por su defensa a la República. En este periodo, conoció a quien al cabo de diez años sería su esposa, María Gómez Torres.
En 1939, se exilió a Francia, allí estuvo recluido en Argelés junto con otros republicanos españoles. Desde aquel lugar, pasó a formar parte de la Resistencia francesa, pero tras la caída de París en poder del ejército alemán en 1940, nuevamente fue recluido, esta vez en Mauthausen junto con otros 7.000 españoles.
En Mauthausen estuvo recluido cinco años, los cuales puso al servicio de los demás prisioneros su experiencia organizativa. Según declaró su hijo "Llegó a ser algo así como el responsable del barracón". Al ser liberado con 30 años de edad, pesaba 36 kilos.
Tras su liberación, regresó a Galicia, donde contrajo matrimonio con María Gómez, después se trasladaron a Rúa. El 14 de abril, una vez en territorio gallego, la Guardia Civil fue en su busca para llevarlo al cuartel. Aquellos años trabajó como empresario chocolatero, haciéndose socio de Xosé Quiroga Suárez. En 1966 se mudaron a Barcelona. En los últimos años de su vida, intentó que Alemania y España le indemnizaran por su reclusión en el campo de concentración, petición a la que solo Alemania dio respuesta.

## Correspondencia
Mientras estaba internado en Argelés, envió algunas cartas a su mujer a través de Cruz Roja, que según su hijo, su madre, mientras le llegaba las misivas, las iba quemando. Desde entonces, jamás volvió a saber más de él hasta el 6 de agosto de 1945, cuando recibió una carta en la que Albino le informaba:

Pienso que te extrañará mucho recibir esta misiva mía tan tardía, pero la primera por la posibilidad (...) Después de cuatro años te escribo estas líneas, para que sepas solamente que aún vivo, y que vivo pensando en ti (...) en la lucha tan larga y dura que se me ha impuesto para vivir, no he olvidado, por ello, el recuerdo de un ser que me ha sido siempre querido (...)

El hijo de la pareja y crítico literario, escritor y traductor, Xesús González Gómez, recopiló veintiséis de las cartas que su padre había enviado a su madre en el libro Cartas a la novia.